# The Royal Affair and After
The Royal Affair and After è un disco dal vivo di John Lodge, bassista e voce del gruppo rock inglese dei Moody Blues, pubblicato nel 2022.

## Il Disco
Il disco contiene la registrazione del concerto dal vivo del 2019 durante il Royal Affair Tour, al quale parteciparono, tra gli altri, anche il gruppo progressive rock Yes, e il tour Performs Classic Moody Blues. Il disco vede l'ultima partecipazione del batterista dei Moody Blues Graeme Edge, prima del suo decesso, avvenuto nel 2021.

## Tracce
1. Steppin' in a Slide Zone
2. Saved by the Music
3. Legend of a Mind
4. Sunset
5. Late Lament
6. Nights in White Satin
7. Gemini Dream
8. Isn't Life Strange
9. I'm Just A Singer (In a Rock and Roll Band)
10. Ride My See-Saw

## Formazione
- John Lodge: basso, chitarra acustica, voce
- Jon Davison: voce, chitarra acustica (traccia 6), cori (traccia 10)
- Graeme Edge: voce narrante (traccia 5)
- Alan Hewitt: tastiera, cori, direttore musicale
- Billy Ashbaugh: batteria
- Jason Charboneau: violoncello
- Duffy King: chitarra elettrica, chitarra acustica, cori